# Badminton-Ozeanienmeisterschaft 1997
Die Badminton-Ozeanienmeisterschaft 1997 fand vom 30. Juli bis zum 2. August 1997 im North Harbour Badminton Club in North Harbour (Neuseeland) statt. Es war die erste Austragung dieser Kontinentalkämpfe im Badminton in Ozeanien.

## Medaillengewinner
| Disziplin    | Gold                          | Silber                        | Bronze                         |
| ------------ | ----------------------------- | ----------------------------- | ------------------------------ |
| Herreneinzel | Nick Hall                     | Geoffrey Bellingham           | Stuart Brehaut                 |
| Herreneinzel | Nick Hall                     | Geoffrey Bellingham           | Jarrod King                    |
| Dameneinzel  | Li Feng                       | Rhona Robertson               | Rebecca Gordon                 |
| Dameneinzel  | Li Feng                       | Rhona Robertson               | Rhonda Cator                   |
| Herrendoppel | Peter Blackburn David Bamford | Grant Walker Kerrin Harrison  | Ferdy Wiranata Igor Gantchitis |
| Herrendoppel | Peter Blackburn David Bamford | Grant Walker Kerrin Harrison  | Andrew Halliday Daniel Shirley |
| Damendoppel  | Li Feng Sheree Jefferson      | Rhona Robertson Tammy Jenkins | Megan Heaney A’E Wilson        |
| Damendoppel  | Li Feng Sheree Jefferson      | Rhona Robertson Tammy Jenkins | Rhonda Cator Kellie Lucas      |
| Mixed        | Daniel Shirley Tammy Jenkins  | Peter Blackburn Rhonda Cator  | Stuart Brehaut Kellie Lucas    |
| Mixed        | Daniel Shirley Tammy Jenkins  | Peter Blackburn Rhonda Cator  | Grant Walker Sheree Jefferson  |

## Resultate

### Herreneinzel
- Florent Mathey - Tupu Fua: 15-8 / 15-6
- Ian Coldstream –  Filivai Molia: 15-4 / 15-7
- Ed Pantitanont –  Derek Abbenes: 15-5 / 7-15 / 15-4
- Stuart Brehaut –  Frederic Katjawan: 15-1 / 15-2
- Winsor Wong - Ryan Fong: 15-8 / 15-5
- Kerrin Harrison –  Nick Marks: 15-6 / 15-1
- David Bamford –  Thommy Sargito: 15-5 / 15-7
- Justin Keen –  Burty Molia: 15-8 / 15-1
- John Gordon –  Roger Ghee Lung Fong: 15-2 / 15-5
- Andrew Haliday –  Ferdy Wiranata: 15-7 / 15-9
- Nicolas Martoredjo - Horice Jensen: 15-4 / 15-1
- Nick Hall –  Florent Mathey: 15-3 / 15-2
- Ian Coldstream –  Ed Pantitanont: 12-15 / 15-12 / 15-7
- Stuart Brehaut –  Chris Blair: 9-15 / 15-7 / 8-0 Ret.
- Winsor Wong –  Shigemitsu Kitada: 15-0 / 15-0
- Kerrin Harrison –  David Bamford: 18-14 / 15-8
- Jarrod King –  Justin Keen: 15-7 / 15-5
- John Gordon –  Andrew Haliday: 15-10 / 15-2
- Geoffrey Bellingham –  Nicolas Martoredjo: 15-1 / 15-1
- Nick Hall –  Ian Coldstream: 15-5 / 15-2
- Stuart Brehaut –  Winsor Wong: 15-8 / 15-3
- Jarrod King –  Kerrin Harrison: 15-5 / 15-7
- Geoffrey Bellingham –  John Gordon: 15-8 / 18-16

|  | Halbfinale | Halbfinale          | Halbfinale | Halbfinale | Halbfinale |  |  | Finale | Finale              | Finale | Finale | Finale |
|  |            |                     |            |            |            |  |  |        |                     |        |        |        |
|  |            |                     |            |            |            |  |  |        |                     |        |        |        |
|  |            | Nick Hall           | 17         | 15         |            |  |  |        |                     |        |        |        |
|  |            | Stuart Brehaut      | 15         | 4          |            |  |  |        |                     |        |        |        |
|  |            |                     |            |            |            |  |  |        | Nick Hall           | 15     | 15     |        |
|  |            |                     |            |            |            |  |  |        | Geoffrey Bellingham | 2      | 8      |        |
|  |            | Jarrod King         | 12         | 8          |            |  |  |        |                     |        |        |        |
|  |            | Geoffrey Bellingham | 15         | 15         |            |  |  |        |                     |        |        |        |
|  |            |                     |            |            |            |  |  |        |                     |        |        |        |

### Dameneinzel
- Joy Su –  Valerie Mar: 11-3 / 11-3
- Linda Mcfarland –  Valerie Sarengat: 11-2 / 11-3
- Rebecca Bellingham –  Fleur Blackie: 11-5 / 11-2
- Nicole Gordon –  Magali Bak: 11-0 / 11-4
- Rachel Hindley –  Geraldine A Yee Fong: 11-3 / 11-1
- Sheree Jefferson - A'E Wilson: 11-7 / 11-7
- Lia Mapa –  Amanda Gerrard: 11-2 / 11-5
- Renee Flavell –  Christelle Nagle: 11-2 / 11-0
- Michaela Smith –  Felicitas Mat Cheer Kit: 11-3 / 11-0
- Lianne Shirley –  Kirstie Campbell: 11-5 / 12-9
- Phillis Gordon –  Fiona Dunn: w.o.
- Rhonda Cator –  Julie Desaymoz: w.o.
- Feng Li - Phillis Gordon: 11-1 / 11-0
- Linda Mcfarland –  Joy Su: 12-10 / 11-3
- Rebecca Bellingham –  Kellie Lucas: 11-6 / 11-2
- Nicole Gordon –  Rachel Hindley: 11-3 / 11-1
- Rhonda Cator –  Sheree Jefferson: 11-4 / 11-4
- Megan Heaney –  Lia Mapa: 11-3 / 11-2
- Michaela Smith –  Renee Flavell: 11-3 / 11-0
- Rhona Robertson –  Lianne Shirley: 11-2 / 11-5
- Feng Li –  Linda Mcfarland: 11-1 / 11-2
- Rebecca Bellingham –  Nicole Gordon: 11-0 / 11-3
- Rhonda Cator –  Megan Heaney: 11-8 / 11-2
- Rhona Robertson –  Michaela Smith: 11-4 / 11-1

|  | Halbfinale | Halbfinale      | Halbfinale | Halbfinale | Halbfinale |  |  | Finale | Finale          | Finale | Finale | Finale |
|  |            |                 |            |            |            |  |  |        |                 |        |        |        |
|  |            |                 |            |            |            |  |  |        |                 |        |        |        |
|  |            | Li Feng         | 11         | 11         |            |  |  |        |                 |        |        |        |
|  |            | Rebecca Gordon  | 2          | 2          |            |  |  |        |                 |        |        |        |
|  |            |                 |            |            |            |  |  |        | Li Feng         | 5      | 11     | 11     |
|  |            |                 |            |            |            |  |  |        | Rhona Robertson | 11     | 4      | 6      |
|  |            | Rhonda Cator    | 8          | 8          |            |  |  |        |                 |        |        |        |
|  |            | Rhona Robertson | 11         | 11         |            |  |  |        |                 |        |        |        |
|  |            |                 |            |            |            |  |  |        |                 |        |        |        |

### Herrendoppel
- David Bamford /  Peter Blackburn -  Ryan Fong /  Burty Molia: 15-3 / 15-4
- Geoffrey Bellingham /  Jarrod King –  Richard Kelly /  Stephen Sia: 15-6 / 15-9
- Igor Gantchitis /  Ferdy Wiranata –  Derek Abbenes /  Ian Coldstream: 15-6 / 12-15 / 15-5
- Florent Mathey /  Thommy Sargito - Tupu Fua / Horice Jensen: 15-5 / 15-0
- Kerrin Harrison /  Grant Walker –  Brent Chapman /  John Gordon: 15-6 / 15-7
- Jeremy Raines /  Croydon Rutherford –  Nick Marks /  Winsor Wong: 15-11 / 15-8
- Justin Keen /  Peter Mansell –  Roger Ghee Lung Fong /  Filivai Molia: 15-0 / 15-0
- Andrew Haliday /  Daniel Shirley –  Frederic Katjawan /  Nicolas Martoredjo: 15-1 / 15-0
- David Bamford /  Peter Blackburn –  Geoffrey Bellingham /  Jarrod King: 15-10 / 15-9
- Igor Gantchitis /  Ferdy Wiranata –  Florent Mathey /  Thommy Sargito: 15-7 / 15-9
- Kerrin Harrison /  Grant Walker –  Jeremy Raines /  Croydon Rutherford: 15-8 / 15-6
- Andrew Haliday /  Daniel Shirley –  Justin Keen /  Peter Mansell: 15-2 / 15-6

|  | Halbfinale | Halbfinale                     | Halbfinale | Halbfinale | Halbfinale |  |  | Finale | Finale                        | Finale | Finale | Finale |
|  |            |                                |            |            |            |  |  |        |                               |        |        |        |
|  |            |                                |            |            |            |  |  |        |                               |        |        |        |
|  |            | David Bamford Peter Blackburn  | 15         | 15         |            |  |  |        |                               |        |        |        |
|  |            | Igor Gantchitis Ferdy Wiranata | 3          | 2          |            |  |  |        |                               |        |        |        |
|  |            |                                |            |            |            |  |  |        | David Bamford Peter Blackburn | 15     | 17     |        |
|  |            |                                |            |            |            |  |  |        | Kerrin Harrison Grant Walker  | 13     | 14     |        |
|  |            | Kerrin Harrison Grant Walker   | 15         | 15         |            |  |  |        |                               |        |        |        |
|  |            | Andrew Halliday Daniel Shirley | 3          | 11         |            |  |  |        |                               |        |        |        |
|  |            |                                |            |            |            |  |  |        |                               |        |        |        |

### Damendoppel
- Kirstie Campbell /  Fiona Dunn –  Lia Mapa /  Valerie Mar: 15-6 / 9-15 / 15-12
- Renee Flavell /  Gillian Wordsworth –  Magali Bak /  Christelle Nagle: 15-4 / 15-2
- Rebecca Bellingham /  Linda Mcfarland –  Felicitas Mat Cheer Kit /  Geraldine A Yee Fong: 15-1 / 15-3
- Sheree Jefferson /  Feng Li - Phillis Gordon / Rasela Tufue: 15-1 / 15-1
- Nicole Gordon /  Lianne Shirley –  Julie Desaymoz /  Valerie Sarengat: 15-3 / 15-2
- Rhonda Cator /  Kellie Lucas –  Fleur Blackie /  Rachel Hindley: 15-3 / 15-7
- Megan Heaney / A'E Wilson –  Hayley Read /  Joy Su: w.o.
- Tammy Jenkins /  Rhona Robertson –  Kirstie Campbell /  Fiona Dunn: 15-0 / 15-3
- Megan Heaney / A'E Wilson –  Renee Flavell /  Gillian Wordsworth: 11-15 / 15-11 / 15-1
- Sheree Jefferson /  Feng Li –  Rebecca Bellingham /  Linda Mcfarland: 15-6 / 15-6
- Rhonda Cator /  Kellie Lucas –  Nicole Gordon /  Lianne Shirley: 15-4 / 10-15 / 15-11

|  | Halbfinale | Halbfinale                         | Halbfinale | Halbfinale | Halbfinale |  |  | Finale | Finale                        | Finale | Finale | Finale |
|  |            |                                    |            |            |            |  |  |        |                               |        |        |        |
|  |            |                                    |            |            |            |  |  |        |                               |        |        |        |
|  |            | Tammy Jenkins Rhona Robertson      | 15         | 15         |            |  |  |        |                               |        |        |        |
|  |            | Megan Heaney Aemalemaloitia Wilson | 3          | 8          |            |  |  |        |                               |        |        |        |
|  |            |                                    |            |            |            |  |  |        | Tammy Jenkins Rhona Robertson | 9      | 18     | 11     |
|  |            |                                    |            |            |            |  |  |        | Li Feng Sheree Jefferson      | 15     | 13     | 15     |
|  |            | Li Feng Sheree Jefferson           | 15         | 15         |            |  |  |        |                               |        |        |        |
|  |            | Rhonda Cator Kellie Lucas          | 2          | 4          |            |  |  |        |                               |        |        |        |
|  |            |                                    |            |            |            |  |  |        |                               |        |        |        |

### Mixed
- Igor Gantchitis /  Linda Mcfarland - Phillis Gordon / Horice Jensen: 15-0 / 15-2
- Filivai Molia /  Felicitas Mat Cheer Kit –  Florent Mathey /  Valerie Sarengat: 11-15 / 15-10 / 15-7
- Lois Berking /  Kerrin Harrison –  Frederic Katjawan /  Magali Bak: 15-3 / 15-5
- Stuart Brehaut /  Kellie Lucas –  Burty Molia /  Lia Mapa: 15-2 / 15-5
- Daniel Shirley /  Tammy Jenkins - Tupu Fua / Rasela Tufue: 15-0 / 15-1
- Justin Keen /  Rebecca Bellingham - Ryan Fong /  Valerie Mar: 15-4 / 15-7
- Grant Walker /  Sheree Jefferson –  Roger Ghee Lung Fong /  Geraldine A Yee Fong: 15-2 / 15-4
- Jeremy Raines /  Gillian Wordsworth –  Nicolas Martoredjo /  Christelle Nagle: 15-5 / 15-1
- Peter Blackburn /  Rhonda Cator –  Igor Gantchitis /  Linda Mcfarland: 15-1 / 15-5
- Croydon Rutherford /  Lianne Shirley –  Filivai Molia /  Felicitas Mat Cheer Kit: 15-4 / 15-0
- Geoffrey Bellingham /  Megan Heaney –  Lois Berking /  Kerrin Harrison: 15-9 / 15-13
- Stuart Brehaut /  Kellie Lucas –  Peter Mansell /  Fleur Blackie: 15-17 / 15-6 / 15-9
- Daniel Shirley /  Tammy Jenkins –  Thommy Sargito /  Julie Desaymoz: 15-0 / 15-7
- David Bamford /  Michaela Smith –  Justin Keen /  Rebecca Bellingham: 15-10 / 15-8
- Grant Walker /  Sheree Jefferson –  Stephen Sia /  Joy Su: 15-3 / 15-10
- Jarrod King /  Fiona Dunn –  Jeremy Raines /  Gillian Wordsworth: 11-15 / 15-11 / 15-11
- Peter Blackburn /  Rhonda Cator –  Croydon Rutherford /  Lianne Shirley: 15-13 / 7-15 / 15-8
- Stuart Brehaut /  Kellie Lucas –  Geoffrey Bellingham /  Megan Heaney: 15-10 / 15-12
- Daniel Shirley /  Tammy Jenkins –  David Bamford /  Michaela Smith: 9-15 / 15-0 / 15-4
- Grant Walker /  Sheree Jefferson –  Jarrod King /  Fiona Dunn: 15-8 / 15-3

|  | Halbfinale | Halbfinale                    | Halbfinale | Halbfinale | Halbfinale |  |  | Finale | Finale                       | Finale | Finale | Finale |
|  |            |                               |            |            |            |  |  |        |                              |        |        |        |
|  |            |                               |            |            |            |  |  |        |                              |        |        |        |
|  |            | Peter Blackburn Rhonda Cator  | 15         | 15         |            |  |  |        |                              |        |        |        |
|  |            | Stuart Brehaut Kellie Lucas   | 9          | 10         |            |  |  |        |                              |        |        |        |
|  |            |                               |            |            |            |  |  |        | Peter Blackburn Rhonda Cator | 14     | 13     |        |
|  |            |                               |            |            |            |  |  |        | Daniel Shirley Tammy Jenkins | 17     | 15     |        |
|  |            | Daniel Shirley Tammy Jenkins  | 15         | 18         |            |  |  |        |                              |        |        |        |
|  |            | Grant Walker Sheree Jefferson | 7          | 15         |            |  |  |        |                              |        |        |        |
|  |            |                               |            |            |            |  |  |        |                              |        |        |        |